# Vredendal
Vredendal – miasto, zamieszkane przez 18 170 ludzi (2011), w Republice Południowej Afryki, w Prowincji Przylądkowej Zachodniej.